# 帕克蒂卡省
帕克蒂卡省（波斯語：د پکتيکا ولايت）位於阿富汗東南方，與加茲尼省、霍斯特省、帕克蒂亞省、扎布爾省等省份及巴基斯坦相鄰。该省总面积19,482 km²，总人口809,772 (2009) 该省行政中心位于沙兰。
该省辖有19个县。